# Stefan Dahlberg
Stefan Bertil Dahlberg, född 3 maj 1955 är en svensk operasångare (tenor).
Dahlberg utbildade sig vid Musikhögskolan och Musik-dramatiska skolan i Stockholm.
Han debuterade som Tamino i Mozarts Trollflöjten på Drottningholms slottsteater 1982. Han anställdes vid Kungliga Operan samma år. Där har han gjort roller som Pelléas i Pelléas och Mélisande, Rodolphe i La bohème, Don José i Carmen, Alfredo i La traviata, Narraboth i Salome och Lenskij i Eugen Onegin.
Han har även framträtt i Paris, London, Lyon, Aix-en-Provence och Amsterdam.
Dahlberg har medverkat vid skivinspelningar som Reinhard Keisers Die grossmütige Tomyris från 1717, Ferruccio Busonis Arlecchino och Turandot och Hans Gefors Vargen kommer.

## Roller i urval
- Tamino i Trollflöjten, Wolfgang Amadeus Mozart
- Almaviva i Barberaren i Sevilla, Rossini
- Sextus Julius Caesar, Händel
- Beppe Pajazzo, Ruggiero Leoncavallo
- Pelléas i Pelléas och Mélisande, Claude Debussy
- Eisenstein i Läderlappen, Johann Strauss
- Pinkerton i Madama Butterfly, Giacomo Puccini
- Rodolphe i La bohème, Giacomo Puccini
- Don José i Carmen, Georges Bizet
- Alfredo La traviata, Giuseppe Verdi
- Narraboth i Salome, Richard Strauss
- Sångaren Rosenkavaljeren, Richard Strauss
- Pascal i Clara, Hans Gefors
- Walther von der Vogelweide i Tannhäuser, Richard Wagner
- Erik Den flygande holländaren, Richard Wagner
- Pollione Norma, Vincenzo Bellini
- Lenskij Eugen Onegin, Peter Tjajkovskij